# Andorra ai XIV Giochi olimpici invernali
Andorra partecipò ai XIV Giochi olimpici invernali, svoltisi a Sarajevo, Jugoslavia, dall'8 al 19 febbraio 1984, con una delegazione di 2 atleti impegnati in una disciplina.